# Bill Ayers
William Charles Ayers (n. 26 de diciembre de 1944) es un educador teórico estadounidense especializado en la enseñanza primaria quien en la década de 1960 fue un activista por la paz. Es conocido por la naturaleza radical de su activismo durante los años 60 y 70, como también por sus trabajos actuales en temas relacionados con la reforma educativa, el  currículo y la enseñanza. En 1969 fundó junto con otras personas la organización de izquierda radical Weather Underground, que llevó a cabo una campaña de colocación de bombas (por la paz mundial ) en edificios públicos durante los años 1960s y 1970s. Actualmente es profesor en el College of Education de la Universidad de Illinois en Chicago, ostentando los títulos de Profesor distinguido de Educación y Estudioso Universitario Superior.
En 2001 le declaró al New York Times: “No me arrepiento de haber puesto bombas; siento que no hicimos lo suficiente”.

## Trabajos publicados
- Education: An American Problem. Bill Ayers, Radical Education Project, 1968, ASIN B0007H31HU
- Hot town: Summer in the City: I ain't gonna work on Maggie's farm no more, Bill Ayers, Students for a Democratic Society, 1969, ASIN B0007I3CMI
- Prairie Fire: The Politics of Revolutionary Anti-Imperialism, Bernardine Dohrn, Jeff Jones, Billy Ayers, Celia Sojourn, Communications Co., 1974, ASIN B000GF2KVQ
- The Good Preschool Teacher: Six Teachers Reflect on Their Lives, William Ayers, Teachers College Press, 1989, ISBN 978-0-8077-2946-5
- To Teach: The Journey of a Teacher, William Ayers, Teachers College Press, 1993, ISBN 978-0-8077-3262-5*
- To Become a Teacher: Making a Difference in Children's Lives, William Ayers, Teachers College Press, 1995, ISBN 978-0-8077-3455-1
- City Kids, City Teachers: Reports from the Front Row, William Ayers (Editor) and Patricia Ford (Editor), New Press, 1996, ISBN 978-1-56584-328-8
- A Kind and Just Parent, William Ayers, Beacon Press, 1997, ISBN 978-0-8070-4402-5
- A Light in Dark Times: Maxine Greene and the Unfinished Conversation, Maxine Greene (Editor), William Ayers (Editor), Janet L. Miller (Editor), Teachers College Press, 1998, ISBN 978-0-8077-3721-7
- Teaching for Social Justice: A Democracy and Education Reader, William Ayers (Editor), Jean Ann Hunt (Editor), Therese Quinn (Editor), 1998, ISBN 978-1-56584-420-9
- Teacher Lore: Learning from Our Own Experience, William H. Schubert (Editor) and William C. Ayers (Editor), Educator's International Press, 1999, ISBN 978-1-891928-03-1
- Teaching from the Inside Out: The Eight-Fold Path to Creative Teaching and Living, Sue Sommers (Author), William Ayers (Foreword), Authority Press, 2000, ISBN 978-1-929059-02-7
- A Simple Justice: The Challenge of Small Schools, William Ayers, Teachers College Press, 2000, ISBN 978-0-8077-3963-1
- Zero Tolerance: Resisting the Drive for Punishment, William Ayers (Editor), Rick Ayers (Editor), Bernardine Dohrn (Editor), Jesse L. Jackson (Author), New Press, 2001, ISBN 978-1-56584-666-1
- A School of Our Own: Parents, Power, and Community at the East Harlem Block Schools, Tom Roderick (Author), William Ayers (Author), Teachers College Press, 2001, ISBN 978-0-8077-4157-3
- Refusing Racism: White Allies and the Struggle for Civil Rights, Cynthia Stokes Brown (Author), William Ayers (Editor), Therese Quinn (Editor), Teachers College Press, 2002, ISBN 978-0-8077-4204-4
- On the Side of the Child: Summerhill Revisited, William Ayers, Teachers College Press, 2003, ISBN 978-0-8077-4400-0
- Fugitive Days: A Memoir, Bill Ayers, Beacon Press, 2001, ISBN 0-8070-7124-2 (Penguin, 2003, ISBN 978-0-14-200255-1). Traducido al español: Días de fuga: Memorias de un activista contra la guerra de Vietnam http://www.hojadelata.net/diasdefuga.html (enlace roto disponible en Internet Archive; véase el historial, la primera versión y la última)., Ediciones Hoja de Lata, 2014. ISBN 978-84-942805-1-1.
- Teaching the Personal and the Political: Essays on Hope and Justice, William Ayers, Teachers College Press, 2004, ISBN 978-0-8077-4461-1
- Teaching Toward Freedom: Moral Commitment and Ethical Action in the Classroom, William Ayers, Beacon Press, 2004, ISBN 978-0-8070-3269-5
- Sing a Battle Song: The Revolutionary Poetry, Statements, and Communiques of the Weather Underground 1970-1974, Bernardine Dohrn, Bill Ayers, and Jeff Jones, Seven Stories Press, 2006, ISBN 978-1-58322-726-8.
- Handbook of Social Justice in Education, William C. Ayers, Routledge, June 2008, ISBN 978-0-8058-5927-0
- City Kids, City Schools: More Reports from the Front Row, Ruby Dee (Foreword), Jeff Chang (Afterword), William Ayers (Editor), Billings, Gloria Ladson (Editor), Gregory Michie (Editor), Pedro Noguera (Editor), New Press, August 2008, ISBN 978-1-59558-338-3

- To Teach: the journey, in comics, William Ayers and Ryan Alexander-Tanner, Jonathan Kozol(Foreword), Teachers College Press, 2010, ISBN 978-0-8077-5062-9
- Enseñar: un Viaje en Comic, William Ayers y Ryan Alexander-Tanner, Jonathan Kozol (prólogo), Madrid: Morata, 2013.